# Clitocybe gracilipes
Clitocybe gracilipes är en svampart som beskrevs av Lamoure 1972. Clitocybe gracilipes ingår i släktet Clitocybe och familjen Tricholomataceae.   Inga underarter finns listade i Catalogue of Life.
I den svenska databasen Dyntaxa används istället namnet Clitocybe dionysae för samma taxon.  Arten är reproducerande i Sverige.